# Karel Sehoř
Karel Sehoř (* 19. července 1951 Jablonec nad Nisou) je český politik, v letech 1996 až 2009 poslanec Poslanecké sněmovny PČR za ODS, v letech 2009 až 2016 člen kolegia NKÚ.

## Biografie
Vystudoval Vysoké učení technické v Brně. V roce 1991 vstoupil do ODS. V roce 1993 působil jako místopředseda oblastního sdružení ODS ve Frýdku-Místku.
V komunálních volbách roku 1994 a komunálních volbách roku 1998 byl zvolen do zastupitelstva města Frýdek-Místek za ODS. Neúspěšně sem kandidoval v komunálních volbách roku 2002. V letech 1995 až 1996 byl zástupcem starosty Frýdku-Místku.
Ve volbách v roce 1996 byl zvolen do poslanecké sněmovny za ODS (volební obvod Severomoravský kraj). Mandát obhájil ve volbách v roce 1998, volbách v roce 2002 a volbách v roce 2006. Zasedal ve sněmovním hospodářském výboru (v letech 1998–2002 a 2006–2009 jako jeho místopředseda), v letech 2006–2009 byl navíc členem petičního výboru. Ve sněmovně setrval do září 2009, kdy rezignoval na mandát.
Od roku 2007 byl předsedou dozorčí rady Státního fondu dopravní infrastruktury. Od září 2009 pak byl členem kolegia NKÚ. Mandát člena Kolegia Nejvyššího kontrolního úřadu vykonával až do svých 65. narozenin dne 19. července 2016, kdy mu mandát automaticky zanikl.